# Ѐ
Ѐ, ѐ (Е з гравісом) — поєднання кириличної літери Е та гравіса. Хоча ця комбінація не вважається окремою літерою в алфавіті будь-якої мови, вона має своє індивідуальне положення в певних комп’ютерних кодуваннях, таких як Unicode.

## Використання
Ѐ представляє наголошений варіант кириличної букви Е.
Він використовується переважно в македонській: И не воведи нѐ во искушение, но избави нѐ од лукавиот для запобігання двозначності у певних випадках: " И не воведи нѐ во искушение, но избави нѐ од лукавиот "=" І не введи нас у спокусу, але Сè што ќе напишете може да се употреби против вас! нас від зла ", або" Сè што ќе напишете може да се употреби против вас! " = " Все, що ви напишете, може бути використано (буквально: воно може використати себе ) проти вас" тощо.
Його також можна знайти в болгарських, сербських чи церковнослов’янських текстах з наголосом, а також у давніших російських книгах (XIX століття або раніше). Нещодавно російські наголошені голосні, як правило, позначаються акутом замість гравіса, а роль гравіса обмежується лише вторинним знаком наголосу в деяких словниках (акут показує основний наголос): псèвдосфе́ра (псевдосфера).

## Обчислювальні коди
| Символ                      | Ѐ                                     | Ѐ                                     | ѐ                                   | ѐ                                   |
| --------------------------- | ------------------------------------- | ------------------------------------- | ----------------------------------- | ----------------------------------- |
| Unicode name                | CYRILLIC CAPITAL LETTER IE WITH GRAVE | CYRILLIC CAPITAL LETTER IE WITH GRAVE | CYRILLIC SMALL LETTER IE WITH GRAVE | CYRILLIC SMALL LETTER IE WITH GRAVE |
| Encodings                   | decimal                               | hex                                   | decimal                             | hex                                 |
| Unicode                     | 1024                                  | U+0400                                | 1104                                | U+0450                              |
| UTF-8                       | 208 128                               | D0 80                                 | 209 144                             | D1 90                               |
| Числове позначення символів | &#1024;                               | &#x400;                               | &#1104;                             | &#x450;                             |